# Loge De Ruwe Kassei
Loge De Ruwe Kassei is een Nederlandstalige vrijmetselaarsloge uit Gent.  Zij behoort tot de adogmatische, liberale vrijmetselarij en is aangesloten bij het Grootoosten van Luxemburg. 
Deze loge beschouwt zichzelf een "autonome, soevereine, kosmopolitische en vooruitstrevende gemeenschap". Zij erkent geen enkel dogma en roept er ook geen in. Haar devies luidt "Verdieping verheldert"

## Geschiedenis
Loge De Ruwe Kassei is gegroeid uit de werkplaats Bevrijding van het Grootoosten van België. Omdat deze loge te groot werd, werden vanaf 2002 de mogelijkheden tot afsplitsing onderzocht. Dit leidde er toe dat op 15 september 2004 in een schrijven aan het Grootoosten van Luxemburg, ondertekend werd door 25 leden van loge Bevrijding, een aanvraag tot aansluiting bij deze obediëntie werd ingediend.
Op 6 november 2004 werd de nieuwe loge De Ruwe Kassei  opgericht tijdens een plechtigheid die door een grote menigte van vrijmetselaars werd bijgewoond. In eerste instantie was de nieuwe loge een wilde loge, maar in juni 2005 werd zij formeel onderdeel van het Grootoosten van Luxemburg.